# 翰林亭站
翰林亭站（：／ Hallimjeong yeok */?）是慶全線沿線的一座鐵路車站，位于韓國庆尚南道金海市翰林面，有無窮花號列車停靠。

## 車站結構
站體為2面4線的雙島式月台。

### 月台配置
| ↑ 三浪津（慶全線）／↑ 密陽（京釜線） |
| ４５ \| ６７ \|                      |
| 進永 ↓                               |

| 月台 | 路線   | 車種     | 目的地                                |
| ---- | ------ | -------- | ------------------------------------- |
| 4    | 慶全線 | 無窮花號 | 不使用                                |
| 5    | 慶全線 | 無窮花號 | 往 三浪津、釜田、密陽、大邱、首爾方向 |
| 6    | 慶全線 | 無窮花號 | 往 馬山、晉州、順天、木浦方向         |
| 7    | 慶全線 | 無窮花號 | 不使用                                |

## 历史
- 1918年11月16日 - 落成使用。

## 相鄰車站
韓國鐵道公社
慶全線
洛東江－翰林亭－進永